# Anwar Mesbah
Anwar Mesbah (n. 8 aprilie 1913, Alexandria, Egipt – d. 25 noiembrie 1998, Alexandria, Egipt) a fost un halterofil ce a reprezentat Egipt, medaliat olimpic. A participat la o ediție a Jocurilor Olimpice (1936) în care a câștigat o medalie de aur.

## Participări
Lista de mai jos prezintă principalele competiții la care a participat Anwar Mesbah de-a lungul carierei.
- weightlifting at the 1936 Summer Olympics – men's 67.5 kg[*]